# Raphia africana
Raphia africana är en enhjärtbladig växtart som beskrevs av Otedoh. Raphia africana ingår i släktet Raphia och familjen Arecaceae. Inga underarter finns listade i Catalogue of Life.